# علی‌محمد غضنفری
علی‌محمد غضنفری از سیاستمداران ایرانی بود، که در دوره‌  هجدهم،  نوزدهم بعنوان نماینده خرم‌آباد و  بیستم بعنوان نماینده کوهدشت در مجلس شورای ملی حضور داشت.